# Belastungsklasse
Im Straßenwesen gibt es zwei Bereiche, in denen Belastungsklassen definiert sind. Zum einen werden Einbauteile wie Entwässerungsrinnen, Straßenabläufe und Schachtabdeckungen in solche Klassen eingeteilt, je nachdem, welche Lasten diese tragen können. Zum anderen wird der Straßenoberbau gemäß der RStO 2012 in Belastungsklassen eingeteilt.

## Schachtabdeckungen

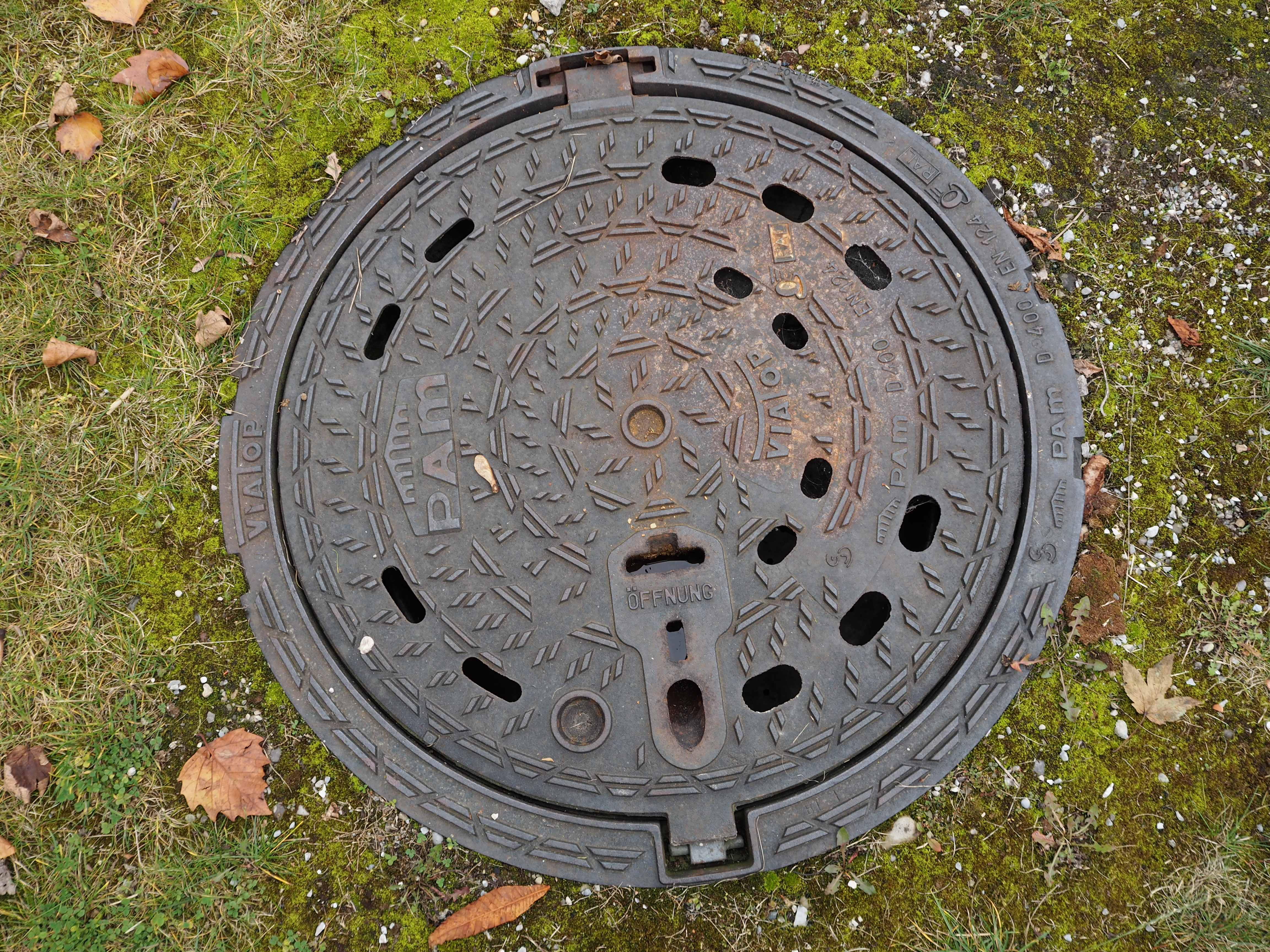
Pam Viatop Abdeckung nach EN 124 mit Belastungsklasse D 400 in Ettringen

Die Europäischen Normen EN 124 (Abdeckungen für Verkehrsflächen, früher in Deutschland DIN-Norm DIN 1229) und EN 1433 (Entwässerungsrinnen) definieren u. a. die Belastungsklassen für Schachtabdeckungen, Entwässerungsrinnen, Straßenabläufe und Hofeinläufe.
| Klasse | Prüfkraft                               | Gruppe |
| ------ | --------------------------------------- | --- |
| A 15   | 15 kN, entspricht 1,5 Tonnen Prüflast   | 1: Verkehrsflächen, die ausschließlich von Fußgängern und Radfahrern benutzt werden können. Auch für Grünflächen geeignet.                               |
| B 125  | 125 kN: entspricht 12,5 Tonnen Prüflast | 2: Gehwege, Fußgängerzonen und vergleichbare Flächen, PKW-Parkflächen und PKW-Parkdecks.                                                                 |
| C 250  | 250 kN, entspricht 25 Tonnen Prüflast   | 3: Bordrinnenbereich, Parkplätze und unbefahrene Seitenstreifen und Ähnliches. Bordschlitzrinnen sind immer Gruppe 3.                                    |
| D 400  | 400 kN, entspricht 40 Tonnen Prüflast   | 4: Fahrbahnen von Straßen (auch Fußgängerstraßen), Seitenstreifen von Straßen und Parkflächen, die für alle Arten von Straßenfahrzeugen zugelassen sind. |
| E 600  | 600 kN, entspricht 60 Tonnen Prüflast   | 5: Flächen, die mit hohen Radlasten befahren werden, z. B. Industrie- und Militäranlagen.                                                                |
| F 900  | 900 kN, entspricht 90 Tonnen Prüflast   | 6: Flächen, die mit besonders hohen Radlasten befahren werden, z. B. Flugbetriebsflächen und Häfen.                                                      |

Abdeckungen ab der Klasse C 250 müssen verkehrssicher befestigt sein.
Die zulässige Belastung darf nicht mit der Prüflast verwechselt werden. Die zulässige Belastung ist um ein Vielfaches geringer.

## Straßenbau
In Deutschland werden im Straßenbau die Straßen gemäß Richtlinien für die Standardisierung des Oberbaus von Verkehrsflächen (RStO 12) in sieben Belastungsklassen eingeteilt. Ausschlaggebend für die Einteilung ist die dimensionierungsrelevante Beanspruchung. Sie wird aus der Beschaffenheit der Fahrbahn (Anzahl der Fahrstreifen, Neigung usw.), dem voraussichtlichen Verkehrsaufkommen und der voraussichtlichen Nutzungsart (Anteil des Schwerverkehrs) in der Nutzungszeit berechnet und als äquivalente 10-Tonnen-Achsübergänge angegeben. Diese Anzahl ist maßgebend, da die Radlast bzw. Achsübergänge des Schwerverkehrs den stärksten Einfluss auf die Lebensdauer einer Straßenbefestigung haben. Gemäß dem Vierte-Potenz-Gesetz nimmt die Belastung einer Straße mit der vierten Potenz der Achslast zu.

### Klasseneinteilung
Die Einordnung einer klassifizierten Straße (Bundesautobahn, Bundes-, Landes- und Kreisstraße) in eine der unten stehenden Belastungsklassen erfolgt durch die Berechnung der dimensionierungsrelevanten Beanspruchung {\displaystyle B}. Bis zur Einführung der RStO 12 wurde der Begriff der Bauklasse verwendet, deren Einteilung nur leicht von den aktuellen Belastungsklassen abweicht.
| Belastungsklasse | dimensionierungsrelevante Beanspruchung (in Mio. äq. 10-t-Achsüberg.) | typisches Beispiel                                   | Bauklasse nach RStO 01 |
| ---------------- | --------------------------------------------------------------------- | ---------------------------------------------------- | ---------------------- |
| Bk100            | > 32                                                                  | Autobahnen, Schnellstraßen                           | SV                     |
| Bk32             | > 10 und ≤ 32                                                         | Industriestraßen                                     | I                      |
| Bk10             | > 3,2 und ≤ 10                                                        | Hauptgeschäftsstraßen                                | II                     |
| Bk3,2            | > 1,8 und ≤ 3,2                                                       | Verbindungsstraßen                                   | III                    |
| Bk1,8            | > 1,0 und ≤ 1,8                                                       | Sammelstraßen, wenig befahrene Hauptgeschäftsstraßen | III                    |
| Bk1,0            | > 0,3 und ≤ 1,0                                                       | Wohnstraßen                                          | IV                     |
| Bk0,3            | ≤ 0,3                                                                 | Wohnwege                                             | V und VI               |

### Berechnung der dimensionierungsrelevanten Beanspruchung
Die Berechnung der dimensionierungsrelevanten Beanspruchung {\displaystyle B} zur Einordnung einer Straße in eine der Belastungsklassen erfolgt nach RStO 12 und hat sich im Vergleich zur alten Version der Richtlinie nicht verändert:
{\displaystyle B=N\cdot {DTV}^{(SV)}\cdot f_{A}\cdot q_{Bm}\cdot f_{1}\cdot f_{2}\cdot f_{3}\cdot P\cdot 365}
| Dabei sind:                  |                                                              |
| {\displaystyle N}            | Nutzungsdauer in Jahren                                      |
| {\displaystyle {DTV}^{(SV)}} | durchschnittliche tägliche Verkehrsstärke des Schwerverkehrs |
| {\displaystyle f_{A}}        | durchschnittliche Achszahl pro Fahrzeug des Schwerverkehrs   |
| {\displaystyle q_{Bm}}       | mittlerer Lastkollektivquotient                              |
| {\displaystyle f_{1}}        | Fahrstreifenfaktor                                           |
| {\displaystyle f_{2}}        | Fahrstreifenbreitenfaktor                                    |
| {\displaystyle f_{3}}        | Steigungsfaktor                                              |
| {\displaystyle P}            | mittlerer Verkehrszuwachsfaktor des Schwerverkehrs           |